# Лейбович, Майя
Майя Лейбович (род. XX век, Рамат-Ган, Тель-Авивский округ) — первая женщина-раввин Израиля, родившаяся в этой стране; она была рукоположена в 1993 году в Еврейском юнион-колледже — Еврейском институте религии в Иерусалиме. Её родители пережили Холокост.
Она стала раввином Мевасерет-Циона и в 1996 году подала заявку на строительство новой синагоги в связи с ростом числа её прихожан; детский сад, принадлежавший её общине, был сожжён зажигательной бомбой, пока запрос находился на рассмотрении, но после того, как Лейбович поговорила с мэром Мевасерета и привела делегацию раввинов-реформистов из Соединённых Штатов, чтобы поддержать её на заседании совета, совет одобрил участок земли для синагоги, которая была построена.
Лейбович также является редактором Махзор ха-Кавана Ш’Балев, а также Сидура ха-Авода Ш’Балев, которые являются махзором и сидуром реформистского еврейского движения в бывшем Советском Союзе.
Раввин Лейбович была приглашённым раввином летом 2014 года в храме Бнай Исраэль в Петоски, штат Мичиган, США.